# 4-Thiouracil
4-Thiouracil ist eine heterocyclische organische Verbindung mit einem Pyrimidingrundgerüst. Es ist ein Derivat der Nukleinbase Uracil mit einem Schwefel statt Sauerstoff in Position 4.